# Spominski znak Nova vas
Spominski znak Nova vas je spominski znak Slovenske vojske, ki je podeljen veteranom TO RS za zasluge pri spopadu za Novo vas med slovensko osamosvojitveno vojno.

## Nosilci
- seznam nosilcev spominskega znaka Nova vas